# Ricardo Job
Ricardo Job est un footballeur angolais né le 27 septembre 1987 à Luanda.

## Palmarès
- Championnat d'Angola : 2008, 2009
- Supercoupe d'Angola : 2009, 2010